# Nate Robinson
Nathaniel Cornelius "Nate" Robinson (Seattle, Washington, 31 de mayo de 1984) es un exjugador de baloncesto estadounidense que disputó 12 temporadas en la NBA. Midiendo 1,75 metros jugaba en la posición de base. Ostenta, junto a Mac McClung, el récord de más títulos en el Concurso de Mates de la NBA con tres victorias (2006, 2009 y 2010).

## Carrera

### Universidad
Robinson tuvo una exitosa carrera como universitario, donde llevó a Washington Huskies a los puestos más altos de la NCAA en 2005. Nate jugó también al fútbol americano en Washington, donde era un potente cornerback. Cuando llegó a la universidad tuvo que elegir un deporte únicamente y se decantó por el baloncesto.

### Profesional
Fue la selección número 21 del Draft de la NBA de 2005, escogido por los Phoenix Suns. Inmediatamente fue traspasado a los New York Knicks junto con Quentin Richardson a cambio de Kurt Thomas y los derechos del draft de la selección de segunda ronda (54.ª en total) Dijon Thompson. Robinson fue uno de los primeros en participar en la pelea ocurrida el 16 de diciembre de 2006 entre los jugadores de los Knicks y los Nuggets.
Con una altura de 1.75 metros, Robinson es uno de los jugadores más pequeños de la NBA. A pesar de su tamaño, es un experto en mates. El 18 de febrero de 2006, Robinson ganó el concurso de mates de la NBA, superando a Andre Iguodala por 141-140 en la puntuación total. Su victoria fue polémica ya que necesitó 14 intentos para lograr el mate final. En el mate más memorable de la noche saltó sobre el campeón de 1986, Spud Webb. Robinson recibió un 50 de puntuación, aunque no fue el mate decisivo.
El 14 de febrero de 2009, se proclamó campeón del concurso de mates de la NBA, haciendo el papel de "Kryptonyte" derrotando a "Superman" Howard, pasando literalmente por encima de él y haciendo un mate parecido a los de Vince Carter.
Para la temporada 2009/10, cambió su número 4 por el 2, el que llevó en su época de instituto. En el All Star Weekend el 13 de febrero, hizo historia siendo el primer jugador en la NBA en conseguir ganar tres concursos de mates. Un concurso en el que se enfrentó en la ronda final al Rookie DeMar DeRozan que no se lo puso fácil, aunque al final consiguió llevarse el trofeo a casa.
El 18 de febrero de 2010 fue traspasado a Boston Celtics junto a Marcus Landry a cambio de Bill Walker, J.R. Giddens y Eddie House.
El 24 de febrero de 2011 fue traspasado a Oklahoma City Thunder junto con Kendrick Perkins a cambio de Jeff Green. En Oklahoma no entró en los planes del entrenador. El 25 de diciembre antes de comenzar la temporada regular es cortado por los Oklahoma City Thunder. El 4 de enero de 2012 firma por los Golden State Warriors.
En julio de 2012 firmó con los Chicago Bulls, el 4 de febrero de 2013, fue elegido Jugador de la Semana en la Conferencia Este tras promediar 17.8 puntos, 6.8 asistencias y 2.5 robos en 4 partidos. Haciendo una temporada más que notable. Saliendo desde el banquillo contribuye a que los Bulls se clasifiquen en la 5.ª posición del Este para los Playoffs en los que le toca medirse con los Brooklyn Nets, en el partido 4 de la serie se produce una de las mejores actuaciones jamás vistas en un partido de Playoffs, Chicago iba 14 abajo faltando poco menos de 3 minutos y tras un parcial de 12-0 (todos los puntos de Chicago anotados sin fallo y seguidos por Nate) vuelven a meter a Chicago en el partido forzando la prórroga, Nate anotó 34 puntos totales, 23 en el último cuarto (a solo uno del récord de más puntos en un cuarto para la franquicia de Chicago, 24, en poder de Michael Jordan). Los 34 puntos totales de Nate Robinson son el récord histórico de anotación de un suplente de los Bulls en un partido de Playoffs. El partido se fue hasta la tercera prórroga la cual no pudo jugar Robinson por eliminación debido a las faltas, la victoria acabó cayendo de las manos de los Bulls por 142-134 y el United Center se fue a casa habiendo visto un partido y una actuación personal que será recordada para la historia.
El 26 de julio de 2013, firmó un contrato multianual con Denver Nuggets. Y decidió llevar el dorsal 10, como su jugador de fútbol favorito, Lionel Messi, porque su número preferido, el 2, está retirado en esa franquicia en honor a Alex English.
El 13 de enero de 2015, fue traspasado a Boston Celtics a cambio de Jameer Nelson Dos días después, fue cortado por Boston tras disputar un partido.
El 7 de marzo de 2015, Robinson firma un contrato de 10 días con Los Angeles Clippers. Consigue un segundo contrato de diez días, pero una lesión hace que los Clippers no le renueven.
El 16 de octubre de 2015 firmó por un año con New Orleans Pelicans. Sin embargo el 29 de octubre fue cortado tras participar en dos partidos de la temporada, en los que promedió 2,0 asistencias y 0.5 robos por partido.
El 17 de marzo de 2016, Robinson firma con Hapoel Tel Aviv de la Ligat ha'Al de Israel. Ese 19 de mayo, anota 46 puntos en un partido de playoffs ante el Hapoel Jerusalem. En 14 partidos en Tel Aviv, promedió 16.2 puntos, 1.6 rebotes, 2.9 asistencias y 1.8 robos por partido.
El 8 de febrero de 2017, firma un breve contrato con los Delaware 87ers de la NBA D-League.
El 3 de abril de 2017, firma con los Guaros de Lara Liga Profesional de Baloncesto de Venezuela (LPB). En julio, Robinson gana el título de liga con Guaros, donde fue nombrado LPB Grand Final MVP.
El 31 de julio de 2018, firma con Homenetmen Beirut de la Lebanese Basketball League. Pero fue cortado en septiembre por una lesión sufrida en la liga BIG3 en verano.

## Estadísticas de su carrera en la NBA

### Temporada regular
| Año     | Equipo        | PJ  | PT  | MPP  | %TC  | %3P  | %TL  | RPP | APP | ROB | TPP | PPP  |
| ------- | ------------- | --- | --- | ---- | ---- | ---- | ---- | --- | --- | --- | --- | ---- |
| 2005-06 | New York      | 72  | 26  | 21.4 | .407 | .397 | .752 | 2.3 | 2.0 | .8  | .0  | 9.3  |
| 2006-07 | New York      | 64  | 5   | 21.2 | .434 | .390 | .777 | 2.4 | 1.4 | .8  | .1  | 10.1 |
| 2007-08 | New York      | 72  | 17  | 26.2 | .423 | .332 | .786 | 3.1 | 2.9 | .8  | .0  | 12.7 |
| 2008-09 | New York      | 74  | 11  | 29.9 | .437 | .325 | .841 | 3.9 | 4.1 | 1.3 | .1  | 17.2 |
| 2009-10 | New York      | 30  | 2   | 24.4 | .452 | .375 | .778 | 2.4 | 3.7 | .9  | .2  | 13.2 |
| 2009-10 | Boston        | 26  | 0   | 14.7 | .401 | .414 | .615 | 1.5 | 2.0 | .8  | .0  | 6.5  |
| 2010-11 | Boston        | 55  | 11  | 17.9 | .404 | .328 | .825 | 1.6 | 1.9 | .5  | .1  | 7.1  |
| 2010-11 | Oklahoma City | 4   | 0   | 7.5  | .267 | .250 | .750 | .3  | 1.5 | .0  | .0  | 3.3  |
| 2011-12 | Golden State  | 51  | 9   | 23.4 | .424 | .365 | .832 | 2.0 | 4.5 | 1.2 | .0  | 11.2 |
| 2012-13 | Chicago       | 82  | 23  | 25.4 | .433 | .405 | .799 | 2.2 | 4.4 | 1.0 | .1  | 13.1 |
| 2013-14 | Denver        | 44  | 1   | 19.7 | .428 | .377 | .835 | 1.8 | 2.5 | .8  | .1  | 10.4 |
| 2014-15 | Denver        | 33  | 1   | 14.1 | .348 | .261 | .650 | 1.2 | 2.3 | .4  | .1  | 5.8  |
| 2014-15 | L.A Clippers  | 9   | 0   | 14.0 | .333 | .350 | .833 | 1.2 | 2.2 | .7  | .0  | 5.1  |
| 2015-16 | New Orleans   | 2   | 1   | 11.5 | .000 | .000 | .000 | .0  | 2.0 | .5  | .0  | .0   |
| Total   | Total         | 618 | 107 | 22.5 | .423 | .360 | .796 | 2.3 | 3.0 | .9  | .1  | 11.0 |

### Playoffs
| Año   | Equipo        | PJ | PT | MPP  | %TC  | %3P  | %TL   | RPP | APP | ROB | TPP | PPP  |
| ----- | ------------- | -- | -- | ---- | ---- | ---- | ----- | --- | --- | --- | --- | ---- |
| 2010  | Boston        | 17 | 0  | 7.5  | .375 | .333 | .800  | .8  | 1.1 | .4  | .1  | 4.2  |
| 2011  | Oklahoma City | 3  | 0  | 4.0  | .286 | .333 | 1.000 | .0  | .3  | .0  | .0  | 2.7  |
| 2013  | Chicago       | 12 | 8  | 33.7 | .436 | .338 | .756  | 2.7 | 4.4 | 1.0 | .2  | 16.3 |
| Total | Total         | 32 | 8  | 17.0 | .415 | .337 | .776  | 1.4 | 2.3 | .6  | .1  | 8.6  |

## Vida personal
El padre de Robinson, Jacque Robinson, fue jugador de fútbol americano en la universidad y jugó con los Philadelphia Eagles de la NFL. Su madre, Renee Busch, trabaja en un salón de belleza en Seattle.
Creció en Seattle (Washington) donde fue amigo desde la infancia del también base de la NBA, Aaron Brooks. Y es primo del también jugador profesional, Tony Wroten. Además, Nate tiene ascendencia filipina.
En octubre de 2022 reveló en una entrevista que llevaba cuatro años en tratamiento por insuficiencia renal. Finalmente, tras varios años de espera, en febrero de 2025, se somete a una operación de trasplante de riñón, en el Centro Médico de la Universidad de Washington en Seattle.

### Otros trabajos
En 2014, publicó un libro llamado Heart over Height.
También en 2014, abrió un restaurante (de pollo frito y gofres) en Rainier Beach, Seattle, el barrio donde asistió al instituto.
En junio de 2016, hizo una prueba con los Seattle Seahawks de fútbol americano, deporte que ya había practicado en la universidad.
En 2018 participó en la película Uncle Drew en el papel de Boots, junto a otras estrellas como Kyrie Irving o Shaquille O'Neal.
En noviembre de 2020, realizó un combate de boxeo de exhibición, contra el popular youtuber, Jake Paul, en una velada que sirvió de antesala para el combate principal, el Mike Tyson contra Roy Jones Jr..

## Logros y reconocimientos
- Galardón universitario Frances Pomeroy Naismith Award (2005).
- 3 veces ganador del Concurso de Mates de la NBA (2006, 2009 y 2010).
- Su récord personal de anotación en la NBA, fue con New York Knicks (45 puntos el 8 de marzo de 2008 ante Portland Trail Blazers en el Madison Square Garden).
- Posee el récord histórico de anotación de un suplente de Chicago Bulls en un partido de playoffs (34 puntos el 27 de abril de 2013 ante Brooklyn Nets en el United Center).
- Campeón de la Liga Profesional de Baloncesto de Venezuela (2017) con Guaros y nombrado MVP de la final.